# 通靈皮影
《通靈皮影》（羅馬化：Ngao Arthun）是一部2017年至2018年播出的泰國電視劇，翻拍自Ploifone系列小說《ปัญจอาถรรพ์》的篇章《Ngao Arthun》。該劇由Dee Kuen Dee Won Company Limited出品，巴帕溫·洪卡喬恩、翁吉拉·倫威萊及凡妮莎·赫爾曼領銜主演。

## 劇情簡介
Jayramai（巴帕溫·洪卡喬恩 飾）是一位即將在演藝圈出名的新晉歌手，當他在獲得最受歡迎歌曲獎的媒體採訪中，遇到了犀利的雜誌記者Malika（翁吉拉·倫威萊 飾）。Malika除了提問他與紅粉知己的關係之外，還質疑了Jayramai於採訪中聲稱：「除了媽媽之外沒有任何親戚」這句話，更質疑了Jayramai獲得該熱門投票獎項的真實性，便趁亂離去。採訪結束後，Jayramai在停車場又遇到一位聲稱是自己阿姨的人，這一切導致Jayramai開始懷疑自己的身世。之後，他的母親告訴他外祖父去世的消息，並透露了一個秘密——Jayramai必須繼承祖先的財產 「皮影戲偶」，那個被稱作會鬧鬼的皮影戲偶。到達祖厝後，Jayramai遇到了等待他已久的女鬼Soipee（凡妮莎·赫爾曼 飾），她盡一切努力讓他回來...... Jayramai開始思考自己的前世，尤其是當他看到Malika時，就好像有種紐帶將他們連繫在一起。但鬼魂並沒有放棄，如果「他」不愛「祂」，「祂」就會殺了「他」。不論十年還是一百年，但從現在開始，「他」只能和「祂」生活在一起

## 演員陣容
註：括號內的演員姓名為小名。

### 主演
- 巴帕溫·洪卡喬恩（Mungkorn） 飾演 Jayramai（Jay）（現代）／Tiang（前世）
- 翁吉拉·倫威萊（Pang） 飾演 Malika（Mali）（現代）／Malee（前世）
- 凡妮莎·赫爾曼（英语：Vanessa Herrmann）（Na-Chatra） 飾演 Soipee

## 劇集迴響

### 泰國電視收視
- 收視最低的集數以藍色表示，收視最高的集數以紅色表示，而空格則表示該集的收視沒有相關數據。

| 集數 No.   | 播放日期      | 播放時段 (UTC+07:00) | 平均收視率 | 來源  |
| ---------- | ------------- | -------------------- | ---------- | ----- |
| 1          | 2017年8月14日 | 星期一               | 0.7        | [ 6 ] |
| 2          | 2017年8月15日 | 星期二               | 0.6        | [ 6 ] |
| 3          | 2017年8月21日 | 星期一               | 0.7        | [ 6 ] |
| 4          | 2017年8月22日 | 星期二               | 0.4        | [ 6 ] |
| 5          | 2017年8月28日 | 星期一               | 0.4        | [ 6 ] |
| 6          | 2017年8月29日 | 星期二               | 0.4        | [ 6 ] |
| 7          | 2017年9月4日  | 星期一               | 0.4        | [ 6 ] |
| 8          | 2017年9月5日  | 星期二               | 0.5        | [ 6 ] |
| 9          | 2017年9月11日 | 星期一               | 0.4        | [ 6 ] |
| 10         | 2017年9月12日 | 星期二               | 0.5        | [ 6 ] |
| 11         | 2017年9月18日 | 星期一               | 0.6        | [ 6 ] |
| 12         | 2017年9月19日 | 星期二               | 0.5        | [ 6 ] |
| 13         | 2017年9月25日 | 星期一               | 0.5        | [ 6 ] |
| 14         | 2017年9月26日 | 星期二               | 0.6        | [ 6 ] |
| 平均收視率 | '             | 1                    |            |       |

^1  基於每集的平均觀眾份額。

## 外部連結
- MyDramaList上的劇情簡介（英文）
- 豆瓣电影上《通靈皮影》的資料 （简体中文）